# Diplazium yungense
Diplazium yungense är en majbräkenväxtart som beskrevs av Hermann Christ och Eduard Rosenstock. 
Diplazium yungense ingår i släktet Diplazium och familjen Athyriaceae. Inga underarter finns listade.